# Čakanovce (okres Košice-okolie)
Čakanovce (Hongaars: Ósvacsákány) is een Slowaakse gemeente in de regio Košice, en maakt deel uit van het district Košice-okolie.
Čakanovce telt 584 inwoners.